# سوسک‌های پشمالو
سوسک‌های پشمالو(نام علمی: Trichiinae) نام یک زیرخانواده از تیره سرگین‌چرخانان است.